# Warhammer 40,000: Space Marine 2
Warhammer 40,000: Space Marine 2 – komputerowa gra akcji stworzona przez amerykańskie studio Saber Interactive i wydana przez Focus Entertainment 9 września 2024 roku. Jest to kontynuacja wydanej w 2011 roku gry Warhammer 40,000: Space Marine.
Gra zebrała pozytywne opinie w branży. Chwalono wciągającą walkę i klimat Warhammera 40,000, ale negatywnie oceniono tryb dla wielu graczy i błędy techniczne.

## Rozgrywka
Space Marine 2 to gra akcji obserwowana z perspektywy trzeciej osoby. Gracz steruje kapitanem Titusem, członkiem zakonu Ultramarines, który w trakcie walki korzysta zarówno z broni białej, jak i dystansowej.

## Produkcja
Prace nad grą oficjalnie zapowiedziano 9 grudnia 2021 roku, prezentując zwiastun kinowy podczas gali The Game Awards 2021. Pierwszy materiał z rozgrywki został pokazany rok później na The Game Awards 2022. Początkowa data premiery, ustalona na 2023 rok, została przełożona na 9 września 2024. Twórcy, mając na celu jak najlepszą jakość produkcji, postanowili anulować wcześniej zapowiedziane beta testy trybu dla wielu graczy. W zamian wszystkie osoby zapisane na testy otrzymały skórkę na wirtualny pistolet. W lipcu 2024 roku gra osiągnęła status wersji produkcyjnej. Kilka dni później pliki z grą wyciekły do internetu, a wydawca poprosił graczy, aby unikali starej i niepełnej wersji gry. 
Głosu głównemu bohaterowi użyczył brytyjski aktor Clive Standen. We wrześniu 2023 roku Games Workshop wydało grę planszową opartą na Space Marine 2, która zawiera miniaturowy model Titusa.

## Odbiór
Wielu recenzentów dobrze oceniło model walki i jej różnorodność. Chris Reed z „IGN” stwierdził, że trafienie wroga dowolną z broni wywołuje satysfakcjonujący rozbryzg krwi. W podsumowaniu swojej recenzji napisał, że gra ponownie zapożycza wiele pomysłów z serii Gears of War, ale są to dobre pomysły, które twórcy zaadaptowali na styl Warhammera. Jakub Paluszek z serwisu „Gry-Online” stwierdził, że gra „przyjemnie łączy walkę zarówno na dystans, jak i w zwarciu, biorąc to, co najlepsze, z części pierwszej i usprawniając to, co już wtedy działało bardzo przyzwoicie”. Rick Lane z „Eurogamera” pochwalił walkę, jednak wytknął kilka problemów. Jego zdaniem gra Space Marine 2 nie jest tak trudna, jak produkcje od FromSoftware, ale wymaga od gracza ciągłego skupienia, a dodatkowo niektóre rodzaje broni są zagłuszane przez muzykę i odgłosy przeciwników. 
Część krytyków zwróciła uwagę na klimat uniwersum Warhammera i wierność grze bitewnej. Reed określił poruszanie się Kosmicznymi Marines jako odpowiednio ciężkie, chociaż postać jest bardziej zwinna niż w poprzedniej odsłonie, dzięki czemu waga postaci nigdy nie jest uciążliwa. Zdaniem redaktora z „Gry-Online” jednym z plusów gry jest „klimat nie tylko tego bardzo specyficznego uniwersum, ale i samej esencji tego, czym są kosmiczni marines”, a także dodał: „Czuć tu o wiele lepiej skalę konfliktu, w którym bierzemy udział. Inwazja tyranidów wygląda jak galaktyczna plaga, a nie jak desant garstki orków na dworzec w Bytomiu”.
Dzień po premierze wydawca poinformował, że grę uruchomiło 2 miliony graczy.